# Elayadi Barbes
Elayadi Barbes (em árabe: العياضى برباس), anteriormente Roussia, é uma cidade e comuna localizada na província de Mila, Argélia. Segundo o censo de 2008, a população total da cidade era de 6 459 habitantes.